# Amicula amiculata
Amicula amiculata är en blötdjursart som först beskrevs av Peter Simon Pallas 1787.  Amicula amiculata ingår i släktet Amicula och familjen Mopaliidae. Inga underarter finns listade i Catalogue of Life.